# Соколов Петро Федорович
Петро́ Фе́дорович Соколо́в (рос. Пётр Фёдорович Соколов) (1791 , Москва  — 15 (27) серпня 1848 , Старий Мерчик, Валківський повіт, Харківська губернія, Російська імперія ) — російський живописець і графік.

## Біографія

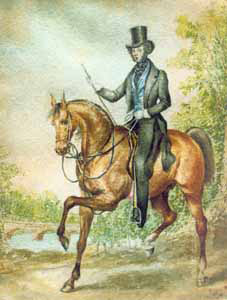
Портрет Пушкіна на коні роботи П. Соколова, 1831 рік

У 1800 році вступив до Імператорської Академії мистецтв, де і навчався живопису під найближчим керівництвом професора B. К. Шебуєва. Під час перебування в Академії Соколов в 1807 і 1808 роках отримав малу і велику срібні медалі за малюнки з натури; в 1809 році він був нагороджений малою золотою медаллю за картину за програмою: «Зобразити Андромаха, яка оплакує Гектора». В цьому ж році Соколов закінчив курс Академії зі званням художника XIV класу і був залишений при Академії в якості пенсіонера для подальшого удосконалення в живопису.
Від 1839 року — академік Петербурзької академії мистецтв.
Автор портретів багатьох діячів першої половини 19 століття, зокрема:
- Євграфа Комаровського (кінець 1820-х — початок 1830-х),
- Олександра Пушкіна (1836).